# Francisco Craveiro Lopes
Francisco Higino Craveiro Lopes [fɾɐ̃ 'siʃ ku i 'ʒi nu kɾɐ 'vɐj ɾu lɔ pɨʃ] (Lissabon, 12 april 1894 - Lissabon, 2 september 1964) was een Portugees militair en politicus.
Francisco Craveiro Lopes was een generaal in het Portugees leger. Van 17 september 1936 tot 12 juli 1938 was hij gouverneur-generaal van Portugees India (w.o. Goa).
Op 18 april 1951 overleed president António Óscar Carmona. De Portugese dictator, premier Salazar nam daarop tijdelijk het presidentschap op zich, maar weigerde zich kandidaat te stellen voor de presidentsverkiezingen. Aanvankelijk kandideerde de regeringspartij, Nationale Unie admiraal Manuel Meireles, maar deze trok zich terug als presidentskandidaat. Daarna stelde de Nationale Unie, generaal Craveiro Lopes kandidaat voor het presidentschap. Hij werd op 22 juli 1951 met 70% van de stemmen tot president van Portugal gekozen.
In 1954 bezocht Craveiro Lopes de Portugese overzeese provincies Sao Tomé en Principe en Angola om daarmee aan te tonen dat Portugal vasthield aan haar overzeese koloniën. In 1955 bracht hij een vriendschappelijk bezoek aan het Verenigd Koninkrijk, Portugals voornaamste bondgenoot.
President Craveiro Lopes had bij tijd en wijle grote meningsverschillen met premier Salazar. In 1958 besloot Salazar Craveiro Lopes niet langer te tolereren. Hij gaf de Nationale Unie de opdracht om admiraal Américo Tomás naar voren te schuiven als presidentskandidaat. Op 8 juni 1958 werd de laatste tot president gekozen. Craveiro Lopes werd nadien bevorderd tot maarschalk van Portugal.
Generaal Craveiro Lopes werd nadien door de democratische oppositie benaderd om hun kandidaat te worden, maar hij weigerde. Nadien was hij in 1961 betrokken bij een door de minister van Defensie, generaal Júlio Botelho Moniz, geleid uiterst rechts complot tegen premier Salazar. De samenzwering werd echter op tijd ontdekt en generaal Botelho Moniz verloor zijn ministerpost.
Francisco Higino Craveiro Lopes overleed op 2 september 1964 in Lissabon.